# Tom King (Segler)
Thomas Jack „Tom“ King, AOM (* 8. Februar 1973 in Melbourne) ist ein ehemaliger australischer Segler.

## Erfolge
Tom King nahm zweimal an Olympischen Spielen in der 470er Jolle teil. 1996 kam er mit Owen McMahon in Atlanta nicht über den 23. Platz hinaus. Vier Jahre darauf ging er mit Mark Turnbull an den Start und belegte mit diesem den ersten Platz vor dem US-amerikanischen und dem argentinischen Boot. Sie wurden mit einer Gesamtpunktzahl von 38 Punkten Olympiasieger. Im selben Jahr gewannen King und Turnbull die Weltmeisterschaft am Balaton.
Für seinen Olympiaerfolg erhielt er 2001 die Australia Order Medal.